# Amira Casar

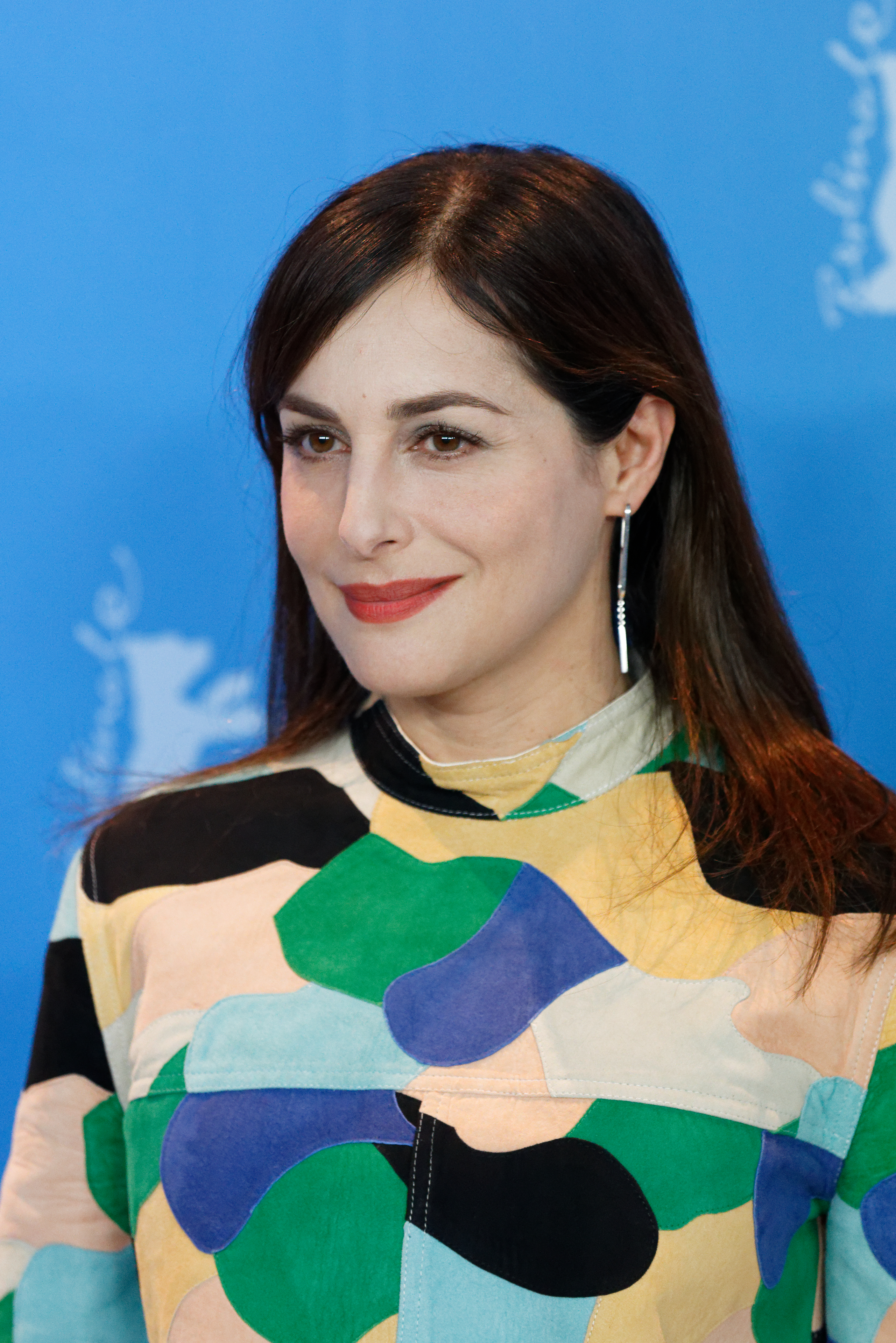
Amira Casar (2017)

Amira Casar (* 1. Mai 1971 in London) ist eine britisch-französische Schauspielerin.

## Leben
Casar ist die Tochter eines Kurden und einer russischen Sängerin. Sie wuchs in England und in Irland auf. Als Teenager wurde sie von Helmut Newton entdeckt und zog nach Paris, wo sie als Model unter anderem für Chanel und für Jean Paul Gaultier tätig war. Sie begann 1989 ein Schauspielstudium am Cours Florent und schloss 1991 am Conservatoire national supérieur d’art dramatique ab.
Ihr Schauspieldebüt gab sie in dem französischen Filmdrama Jugendsünde (1989). Der Kurzfilm Départ immédiat (1996), in dem sie eine der beiden Rollen übernahm, wurde 1996 mit einem Sonderpreis des Clermont-Ferrand International Short Film Festivals ausgezeichnet. Für ihre Rolle in der Komödie Lügen haben kurze Röcke (1997) war sie 1998 für einen César nominiert. 2000 spielte sie in Arabian Nights – Abenteuer aus 1001 Nacht die Rolle der Mardschana, der eigentlichen Heldin in Ali Baba und die vierzig Räuber (ANE 353).
In der Komödie Wenn wir erwachsen sind (2000) übernahm Casar eine Hauptrolle. Eine der vier Hauptrollen spielte sie – neben Sabine Azéma, Daniel Auteuil und Sergi López – auch in der Komödie Malen oder Lieben aus dem Jahr 2005. Im selben Jahr spielte sie in dem Fantasy-Filmdrama The Piano Tuner of Earthquakes die Opernsängerin Malvina van Stille, die von dem Wissenschaftler Dr. Emmanuel Droz (Gottfried John) getötet und deren Leiche anschließend von Dr. Droz gestohlen wird. Der Kriminalfilm Coupable (2008), in dem sie ebenfalls eine größere Rollen spielte, feierte im Februar 2008 auf den Internationalen Filmfestspielen Berlin Weltpremiere.
Casar arbeitet auch als Theaterschauspielerin. Im Jahr 2006 war sie Jurymitglied des Angers Film Festivals.

## Filmografie (Auswahl)

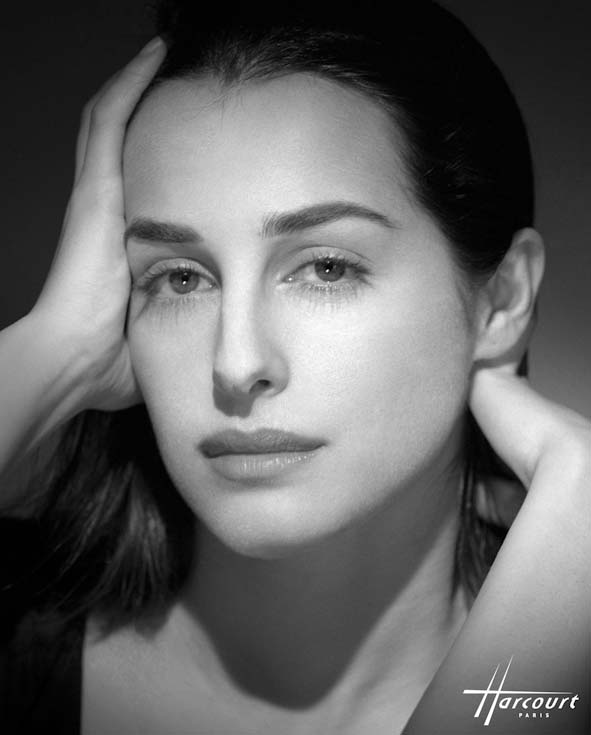
Amira Casar 1998

- 1989: Jugendsünde (Erreur de jeunesse)
- 1995: Ainsi soient-elles
- 1996: Départ immédiat (Kurzfilm)
- 1996: Die Scharfschützen (Sharpe) – Todfeinde (Fernsehserie)
- 1996: Tiré à part
- 1996: Mirada líquida
- 1997.: Kleine Engel, kleine Haie (Marie Baie des Anges)
- 1997: Lügen haben kurze Röcke (La vérité si je mens!)
- 1999: Pourquoi pas moi?
- 1999: Le derrière
- 1999: Tôt ou tard
- 2000: Le cœur à l’ouvrage
- 2000: Wenn wir erwachsen sind (Quand on sera grand)
- 2000: Arabian Nights – Abenteuer aus 1001 Nacht (als Mardschana)
- 2001: Mord im Orient Express (Murder on the Orient Express, Fernsehfilm)
- 2001: Would I Lie to You? 2 (La vérité si je mens! 2)
- 2001: Vater töten! (Comment j’ai tué mon père)
- 2001: Buñuel y la mesa del rey Salomón
- 2002: Filles perdues, cheveux gras
- 2002: Les chemins de l’oued
- 2003: Rien, voilà l’ordre
- 2003: Mariées mais pas trop
- 2003: Romance 2 – Anatomie einer Frau (Anatomie de l’enfer)
- 2003: Sylvia
- 2005: Malen oder Lieben (Peindre ou faire l’amour)
- 2005: The Piano Tuner of Earthquakes
- 2005: La cloche a sonné
- 2006: Transylvania
- 2007: Die letzte Mätresse (Une vieille maîtresse)
- 2008: Coupable
- 2008: Made in Italy
- 2008: Diese Nacht (Nuit de chien)
- 2008: Intrusions
- 2008: Kandisha
- 2009: Gamines
- 2009: Oskar und die Dame in Rosa (Oscar et la dame rose)
- 2010: La femme qui pleure au chapeau rouge (Fernsehfilm)
- 2011: Playoff
- 2011: Let My People Go!
- 2012: La vérité si je mens! 3
- 2013: Michael Kohlhaas
- 2014: Saint Laurent
- 2014: Pas son genre
- 2015: Der letzte Sommer der Reichen
- 2015: Ich und Kaminski
- 2015: Versailles (Fernsehserie, 9 Episoden)
- 2016: Die Nacht der 1000 Stunden
- 2016: Das Geheimnis der zwei Schwestern (Planetarium)
- 2017: Call Me by Your Name
- 2017: Tensions sur le Cap Corse (Fernsehfilm)
- 2018: Van Gogh – An der Schwelle zur Ewigkeit (At Eternity’s Gate)
- 2019: Curiosa – Die Kunst der Verführung (Curiosa)
- 2019: Sœurs d’armes
- 2019: Les sauvages (Miniserie, 6 Episoden)
- 2020: Cigare au miel
- 2021: Voltaire High – Die Mädchen kommen (Mixte, Fernsehserie, 1 Folge)
- 2022: The Contractor
- 2023: Visions – Tödliches Verlangen (Visions)
- 2023: Ein Funken Hoffnung – Anne Franks Helferin (A Small Light, Fernsehserie, 8 Episoden)
- 2024: La Maison (Miniserie, 8 Episoden)
- 2024: Sarah Bernhardt, la divine